# بوريس بوزدنياكوف
بوريس بوزدنياكوف (31 مايو 1962 في روسيا - ) هو مدرب كرة قدم ولاعب كرة قدم (وحمل سابقاً جنسية الاتحاد السوفيتي) في مركز الدفاع. شارك مع منتخب الاتحاد السوفيتي لكرة القدم. أما مع النوادي، فقد لعب مع توربيدو موسكو ودينامو موسكو وسبارتاك موسكو ولاسك لينتس ونادي لينز وسبورتاكادمكلوب موسكو ‏ وFC Chernomorets Novorossiysk ‏ وساتورن-2 لمنطقة موسكو ‏.

## وصلات خارجية
- بوريس بوزدنياكوف على موقع قاعدة بيانات كرة القدم.إي يو (الإنجليزية)
- بوريس بوزدنياكوف على موقع ناشيونال فوتبول تيمز (الإنجليزية)